# Jiří Tetiva
Jiří Tetiva, né le 31 mai 1933, est un ancien joueur tchécoslovaque de basket-ball. Il est le frère de Jaroslav Tetiva.

## Palmarès
- 3e du championnat d'Europe 1957